# Magical Nyan Nyan Taruto
Magical Nyan Nyan Taruto (魔法少女猫たると Mahō Shōjo Neko Taruto?) es un manga y anime japonés. La serie se centra en las hazañas de una raza de gatos domésticos, dibujados como catgirls y catboy.

## Trama
El personaje principal es una joven gata llamada Taruto que se cree que es la princesa desaparecida del clan Kinka. Después de conocer a Charlotte y Chitose ella y sus nuevos amigos comienzan a hacer frente a los problemas como Nachos (en realidad un niño) y Potechi, el gato de la coleccionista Anzuko y a lo largo de todo esto, aparentemente la historia es que es perseguida por un grupo de gatos vestidos de negro que se presentan en el inicio de la serie, de nuevo en el centro y cerca del final.

## Personajes

### Animales
Taruto (たると Taruto?)
Voz por: Hisayo Mochizuki
Es la heroína de la historia, se cree que es la legendaria princesa Kinka. A menudo está haciendo el ridículo y habla con su maestro, Iori, a quien admira profundamente. A ella le encanta la aventura, y que a menudo es acosada por Charlotte. Ella dice "miau" ("nyan") después de casi cada frase que dice, a pesar de que es la única gata que hace esto. En el episodio final se revela que el reino de Kinka tenía dos princesas. Taruto es la hermana mayor de los gemelos.
Charlotte (シャルロッテ Sharurotte?)
Voz por: Maria Yamamoto
El pasado de Charlotte sigue siendo un misterio, en cuanto a su nombre fue dado por un anciano, pero se sabe que se escapó de la perrera. Debido a esto último, ha demostrado una gran aversión a las jaulas, o como ella piensa, animales "preso". Charlotte es conocida por su actitud obstinada, y tiene dudas de que Taruto es realmente la princesa Kinka.
Chitose (ちとせ Chitose?)
Voz por: Maria Yamamoto
Ella tiene una personalidad tranquila y graciosa y parece mucho el epítome de la chica japonesa apropiada. Pero a pesar de que es muy educada, Chitose nunca duda en decir lo que piensa. Ella tiene una tanto extraña fijación hacia la cola de Taruto. A pesar de que sus personalidades son muy diferentes, Chitose es la mejor amiga de Charlotte.
Kakipi (柿ピー Kakipī?)
Voz por: Yoshiko Kamei
Desde que quedó atrapado en un techo y Iori y Taruto lo rescataron, Kakipi ha sido compañero de confianza de Taruto. Él es el único que se le ocurrió la idea de que Taruto puede ser la princesa Kinka, y cree en eso con todo su corazón. Por lo general está tratando de romper los hábitos perezosos de Taruto, pero encuentra muy difícil este trabajo.
Chips (ポテチ Potechi?)
Voz por: Aya Hisakawa
Chips es el líder de su equipo comercial con su hermano Nachos. Ella es una «rebelde», y tiene una obsesión por coleccionar objetos brillantes. Ella no gusta de Taruto porque cree que es "devil".
Nachos (ナチョス Nachosu?)
Voz por: Kaori Mizuhashi
El género de Nachos a menudo confunde a causa de su apariencia, pero en realidad es un chico. Él es tranquilo y relajado, y es un socio y hermano de Chips. Y siempre hace lo que ella dice. Él está enamorado de Taruto.
Chiffon (シフォン Shifon?)
Voz por: Aya Hisakawa
Ella está muy bien informada sobre todo tipo de temas. Ella siempre se ve cuando hay un problema, por su conocimiento siempre se le ocurre una buena solución.
Rakugan (落雁 Rakugan?)
Voz por: Kazuki Yao
Rakugan es un gato muy viejo, posiblemente tan viejo como Chiffon, y se llama a sí mismo un maestro de la magia. En realidad, solamente conoce algunos trucos de ninja (como la bomba de humo, que se utiliza comúnmente para escapes y entradas). Él es el que le enseñó a Taruto a usar el hechizo "Ave Tiger", y está dispuesto a dar consejos a pesar de que no siempre funcionan de la manera que ella espera.

### Humanos
Iori Monaka (最中 庵 Monaka Iori?)
Voz por: Hiroki Takahashi
Iori es una especie de maestro de Taruto. Él es muy suave, pero fácil de llevar. Su hobby es hacer todo tipo de dulces y alimentos, y es muy bueno en eso. Es muy cariñoso hacia Taruto, pero, puesto que él es un ser humano, no puede entenderla y, a veces la frustra cuando ella está tratando de comunicarse con él. Él está enamorado de Anzuko Domyoji, pero ella no muestra ningún interés en él.
Kinako Monaka (最中 きな子 Monaka Kinako?)
Voz por: Tomoko Ishimura
Kinako es la sobrina de Iori, y está muy encariñada con él. Tiene una vibrante personalidad independiente, y le gusta ir a todo tipo de aventuras. Kinako se siente sola cuando Iori, quien vive por razones desconocidas, la ignora y pasa su tiempo tratando de impresionar a Anzuko. A pesar de que alguna vez fueron rivales, es buena amiga de Geppei.
Anzuko Domyoji (道明寺 杏子 Dōmyōji Anzuko?)
Voz por: Akemi Okamura
Anzuko es una coleccionista de gatos, y una vez que pone sus ojos en un gato, hace un gran esfuerzo para atraparlo. La primera vez que vio a Taruto, ella la quiso para su colección de gatos. Desde que Iori no le quiso dar a Taruto (a pesar de estar enamorado de Anzuko), decidió capturar a Taruto.
Geppei Ogaki (岡木 月平 Okaki Geppei?)
Voz por: Daisuke Sakaguchi
Geppei Okaki piensa que es mejor que los demás, y actúa como el jefe de la ciudad. Sin embargo, su ex rival, Kinako, lo corrigió. Cuando se conocieron, eran enemigos, pero pronto pusieron de lado sus diferencias y se convirtieron en amigos cercanos, y suelen ir en aventuras juntos. Gallette, uno de los pocos chicos gato de la serie, es su mascota y va a todas partes con él.

## Anime

### Producción
- Idea original: Kaishaku
- Director: Tsukasa Sunaga
- Guion: Koji Ueda, Takatera Akihiko, Atsuhiro Tomioka, Hiroko Tokita
- Conexión en serie: Koji Ueda, Akihiko Takatera
- Diseño de personajes y director de animación: Kazui Hiroko
- Director artístico: Yukihiro Shibuya
- Combinación de colores: Tanimoto Chie
- Director de fotografía: Sakamoto Ryoma
- Edición: Seyama Takeshi
- Director de sonido: Kameyama Toshiki
- Música: Nanasehikaru
- Productores: Atsushi Sugita, Shinjiro Yokoyama
- Productor de animación: Katsuya Shirai
- Producción: Bandai Visual, Dentsu
- Animación: TNK, Madhouse[5]

### Temas musicales
Tema de apertura
- Kyou no Hana (今日の花?)

Letra por: Masaaki Taniguchi
Composición y arreglos por: Masumi Itō
Música por: Masumi Itō
Tema de cierre
- Hanauta no Hareruya! (ハナウタノハレルヤ!?)

Letra por: Masaaki Taniguchi
Composición y arreglos por: Masumi Itō
Música por: Hisayo Mochizuki, Masayo Kurata, Maria Yamamoto

### Episodios
| #  | Título                                                  | Estreno                  |
| -- | ------------------------------------------------------- | ------------------------ |
| 1  | «Hajimari Hajimari» (にゃーの 01 - はじまり はじまり)   | 5 de julio de 2001       |
| 2  | «Saita Saita» (にゃーの 02 - さいた さいた)             | 12 de julio de 2001      |
| 3  | «Mukashi Mukashi» (にゃーの 03 - むかし むかし)         | 19 de julio de 2001      |
| 4  | «Nokotta Nokotta» (にゃーの 04 - のこった のこった)     | 26 de julio de 2001      |
| 5  | «Pera Pera» (にゃーの 05 - ぺら ぺら)                   | 2 de agosto de 2001      |
| 6  | «Chikachika Kirakira» (にゃーの 06 - ちかちか きらきら) | 9 de agosto de 2001      |
| 7  | «Chirin Chirin» (にゃーの 07 - ちりん ちりん)           | 23 de agosto de 2001     |
| 8  | «Naisho Naisho» ((にゃーの 08 - ないしょ ないしょ)      | 30 de agosto de 2001     |
| 9  | «Teku Teku» (にゃーの 09 - てく てく)                   | 6 de septiembre de 2001  |
| 10 | «Hara Hara» (にゃーの 10 - はら はら)                   | 13 de septiembre de 2001 |
| 11 | «Doki Doki» (にゃーの 11 - どき どき)                   | 20 de septiembre de 2001 |
| 12 | «Medetashi Medetashi» (にゃーの 12 - めでたし めでたし) | 27 de septiembre de 2001 |

## Productos relacionados

### Volúmenes del manga
1. Primera edición (15 de diciembre de 2001) - ISBN 4-08-876251-7
2. Primera edición (24 de junio de 2002) - ISBN 4-08-876317-3
3. Primera edición (18 de julio de 2003) - ISBN 4-08-876483-8

### DVD del anime
12 episodios en 6 DVD, 2 episodios por volumen. Los DVD están en formato NTSC con sonido Dolby Digital Stereo.
1. Lanzamiento (21 de diciembre de 2001) - BCBA-1000[7]
2. Lanzamiento (25 de enero de 2002) - BCBA-1001[8]
3. Lanzamiento (25 de febrero de 2002) - BCBA-1002[9]
4. Lanzamiento (25 de marzo de 2002) - BCBA-1003[10]
5. Lanzamiento (25 de abril de 2002) - BCBA-1004[11]
6. Lanzamiento (25 de mayo de 2002) - BCBA-1005[12]

### CD
- Tema de apertura (1 de agosto de 2001) - LACM-4024[13]
- Tema de cierre (29 de agosto de 2001) - LACM-4026[14]
- Soundtracks originales (29 de septiembre de 2001) - LACA-5065[15]
- Álbum teatral "Moonlight Moonlight Party Banquet" (29 de noviembre de 2001) - LACA-5073[16]
- Álbum vocal "Outa noji kan" (26 de enero de 2002) - LACA-5090[17]